# Хаттори, Тосихиро
Тосихиро Хаттори (яп. 服部 年宏 Хаттори Тосихиро, род. 23 сентября 1973, Сидзуока) — японский футбольный полузащитник, футбольный тренер. 

## Карьера
На протяжении своей футбольной карьеры выступал за клубы «Джубило Ивата», «Токио Верди», «Гайнарэ Тоттори», «Гифу».

## Национальная сборная
С 1996 по 2003 год сыграл за национальную сборную Японии 44 матчей, в которых забил 2 гола.

## Статистика за сборную
| Сборная Японии | Сборная Японии | Сборная Японии |
| Год            | Матчи          | Голы           |
| -------------- | -------------- | -------------- |
| 1996           | 1              | 0              |
| 1997           | 1              | 0              |
| 1998           | 5              | 0              |
| 1999           | 5              | 0              |
| 2000           | 12             | 1              |
| 2001           | 11             | 1              |
| 2002           | 5              | 0              |
| 2003           | 4              | 0              |
| Итого          | 44             | 2              |

## Достижения

### Командные
- Джей-лиги; 1997, 1999, 2002
- Кубок Императора; 2003
- Кубок Джей-лиги; 1998

### Сборная
- Кубка Азии; 2000

### Индивидуальные
- Включён в сборную Джей-лиги; 2001